# Brown County (Wisconsin)
Das Brown County ist ein County im US-amerikanischen Bundesstaat Wisconsin. Im Jahr 2020 hatte das County 268.740 Einwohner und eine Bevölkerungsdichte von 196,3 Einwohnern pro Quadratkilometer. Der Verwaltungssitz (County Seat) ist Green Bay.

## Geografie
Das County liegt im Osten Wisconsins an der Mündung des Fox River in die Green Bay, eine Bucht des Michigansees. Es hat eine Fläche von 1594 Quadratkilometern, wovon 225 Quadratkilometer Wasserfläche sind. An das Brown County grenzen folgende Nachbarcountys:
| Shawano County   | Oconto County |                  |
| Outagamie County |               | Kewaunee County  |
| Calumet County   |               | Manitowoc County |

## Geschichte

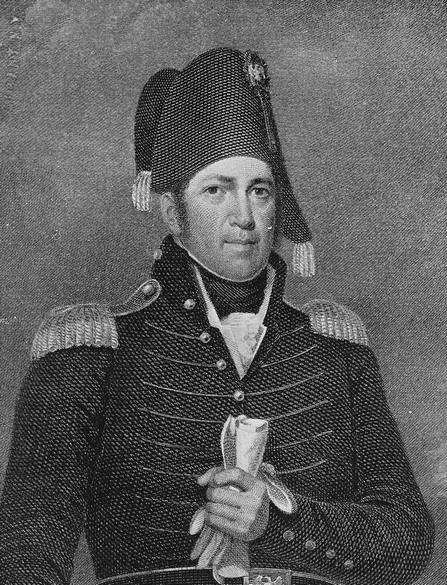
Brown

Das Brown County wurde am 26. Oktober 1818 aus dem Michigan-Territorium gebildet. Benannt wurde es nach Jacob Brown, einem Generalmajor und militärischen Führer im Krieg von 1812 und kommandierendem General der US-Armee von 1815 bis 1828.

## Bevölkerung
Nach der Volkszählung im Jahr 2010 lebten im Brown County 248.007 Menschen in 97.485 Haushalten. Die Bevölkerungsdichte betrug 181,2 Einwohner pro Quadratkilometer. In den 97.485 Haushalten lebten statistisch je 2,45 Personen.
Ethnisch betrachtet setzte sich die Bevölkerung zusammen aus 89,5 Prozent Weißen, 2,5 Prozent Afroamerikanern, 2,9 Prozent amerikanischen Ureinwohnern, 3,0 Prozent Asiaten, 0,1 Prozent Polynesiern sowie aus anderen ethnischen Gruppen; 2,0 Prozent stammten von zwei oder mehr Ethnien ab. Unabhängig von der ethnischen Zugehörigkeit waren 7,6 Prozent der Bevölkerung spanischer oder lateinamerikanischer Abstammung.
24,5 Prozent der Bevölkerung waren unter 18 Jahre alt, 63,2 Prozent waren zwischen 18 und 64 und 12,3 Prozent waren 65 Jahre oder älter. 50,4 Prozent der Bevölkerung war weiblich.

Das jährliche Durchschnittseinkommen eines Haushalts lag bei 53.353 USD. Das Pro-Kopf-Einkommen betrug 27.344 USD. 10,7 Prozent der Einwohner lebten unterhalb der Armutsgrenze.

## Ortschaften im Brown County
Citys
- De Pere
- Green Bay

Villages
| - Allouez - Ashwaubenon - Bellevue | - Denmark - Hobart - Howard1 | - Pulaski2 - Suamico - Wrightstown1 |

Census-designated places (CDP)
- Dyckesville3
- Greenleaf

Andere Unincorporated Communities
| - Anston - Askeaton - Bay Settlement - Benderville - Buckman - Champion - Chapel Ridge - Coppens Corner | - Edgewater Beach - Fontenoy - Glenmore - Henrysville - Hollandtown - Humboldt - Kolb - Kunesh | - Langes Corners - Lark - Little Rapids - Mill Center - Morrison - New Franken - Pine Grove - Pittsfield4 | - Poland - Red Banks - Shirley - Sniderville5 - Sugar Bush - Wayside - Wequiock |

1 – teilweise im Outagamie County

2 – teilweise im Oconto und im Shawano County

3 – teilweise im Kewaunee County

4 – teilweise im Shawano County

5 – teilweise im Brown und im Outagamie County

## Gliederung
Das Brown County ist in neben den elf inkorporierten Kommunen in 13 Towns eingeteilt:
| Town                | Einwohner (2010) | FIPS     |
| ------------------- | ---------------- | -------- |
| Town of Eaton       | 1508             | 22-22225 |
| Town of Glenmore    | 1135             | 22-29550 |
| Town of Green Bay   | 2035             | 22-31025 |
| Town of Holland     | 1519             | 22-35325 |
| Town of Humboldt    | 1311             | 22-36425 |
| Town of Lawrence    | 4284             | 22-42900 |
| Town of Ledgeview   | 6555             | 22-43090 |
| Town of Morrison    | 1599             | 22-54300 |
| Town of New Denmark | 1541             | 22-56575 |
| Town of Pittsfield  | 2608             | 22-63075 |
| Town of Rockland    | 1734             | 22-68875 |
| Town of Scott       | 3545             | 22-72200 |
| Town of Wrightstown | 2221             | 22-89175 |